# مايك سميث (موسيقي أمريكي)
مايك سميث (بالإنجليزية: Mike Smith)‏ هو موسيقي وطبال أمريكي، ولد في 16 يوليو 1970 في نيويورك في الولايات المتحدة.

## وصلات خارجية
- الموقع الرسمي